# Platanthera obtusata
Platanthera obtusata — вид квіткових рослин родини орхідні (Orchidaceae).

## Поширення
Рослина широко поширена у холодних регіонах північної півкулі. Вид зустрічається у деяких частинах США, в Канаді, на Алясці, на островах Сен-П'єр і Мікелон, у Швеції та Норвегії, в Росії у Сибіру та на Далекому Сході.

## Заманювання комах-опилювачів
Цей вид орхідеї приваблює комах для запилення за допомогою запаху, схожого із запахом людського тіла. Platanthera obtusata так приваблює один з видів комарів. Підтвердили цей механізм біологи Вашингтонського університету у 2016 році після хімічного аналізу речовин, що виділяються орхідеями. Для цього вони накривали квіти герметичним мішком і збирали для аналізу всі компоненти. Крім загальних для всіх квітів речовин, вони виявили речовини характерні для людського тіла, що слабо уловлювані нюхом самої людини, але привертають комарів.
Ця рослина поширена на болотах, і хоча кровоссальні комахи вважаються не найкращими запилювачами, в цьому середовищі вибір невеликий, і орхідея «навчилася» використовувати саме їх для своїх цілей.